# Плюс единица
«Плюс единица» (узб. Дилбарим) — советский художественный фильм, совмещающий элементы живых съёмок и мультипликационные вставки. Снят режиссёром Юрием Степчуком на киностудии «Узбекфильм» в 1967 году.
Премьера фильма состоялась 10 апреля 1969 года. В СССР фильм посмотрело 1 млн зрителей.

## Сюжет
Исполняющий обязанности «Шон-Шухрат» Зухуров председателя колхоза хочет обрести славу, приписывая несуществующий успех одной из работниц Манзуры. Пастух Абдусалом, зная об этом, решает попытаться остановить его обман. В итоге, после ряда событий и противостояний, истина выходит наружу, и главный герой проигрывает в своей попытке обмануть людей.

## В ролях
- Саиб Ходжаев — Зухуров (дублировал Евгений Весник)
- Бахтиёр Ихтияров — Мирза (дублировал Владимир Сошальский)
- Тамилла Ахмедова — Манзура (дублировала Нелли Пянтковская)
- Ёдгар Сагдиев — Абдусалом (дублировал Виктор Рождественский)
- О. Мусаев — Махмуд (дублировала Тамара Дмитриева)
- Малика Ибрахимова
- М. Исмоилова
- Г. Мухамедова
- Рахима Шалоэр
- А. Назархонов — музыкант
- Ташходжа Акрамов — музыкант
- Тахир Нармухамедов — Тахир
- Ш. Шоюсупов — музыкант